# Budapesti zsinagógák listája
Az alábbi lista a Budapesti zsinagógákat sorolja fel.

## Működő
| Kép | Név                                                         | Irányzat                   | Tervező                           | Építési idő     | Cím, megjegyzés |
| --- | ----------------------------------------------------------- | -------------------------- | --------------------------------- | --------------- | --- |
|     | Budavári zsidó imaház                                       | Chabad Lubavics            | n. a.                             | 14. század vége | 1014 Budapest, Táncsics Mihály utca 26. Egy zsinagóga Budapest I. kerületében a történelmi várnegyedben, a Táncsics Mihály utca 26. szám földszintjén, amelyet eredetileg a XIV. század végén alakítottak ki, majd mintegy 700 év után, 2018-ban avatott újra az Egységes Magyarországi Izraelita Hitközség. |
|     | Óbudai zsinagóga                                            | Chabad Lubavics            | Landherr András                   | 1820–1821       | 1036 Budapest, Lajos u. 163. |
|     | Dohány utcai zsinagóga („Nagy zsinagóga”)                   | neológ                     | Ludwig Förster                    | 1854–1859       | 1074 Budapest, Dohány u. 2. Európa (és Magyarország) legnagyobb zsinagógája. |
|     | Dessewffy utcai zsinagóga                                   | ortodox                    | n. a.                             | 1870            | 1066 Budapest, Dessewffy u. 23. Egy bérház udvarában található különálló épület. |
|     | Az Országos Rabbiképző Bét Jehuda zsinagógája               | neológ                     | Kolbenheyer Ferenc, Freund Vilmos | 1876–1877       | 1084 Budapest, Scheiber Sándor utca 2. Az Országos Rabbiképző épületében került kialakításra. |
|     | Újpesti zsinagóga                                           | neológ                     | talán Jakob Gartner               | 1885–1886       | 1042 Budapest, Berzeviczy Gergely utca 8. |
|     | Vasvári Pál utcai zsinagóga                                 | Chabad Lubavics            | Fellner Sándor                    | 1886            | 1061 Budapest, Vasvári Pál u. 5. Egy bérház udvarában található különálló épület. |
|     | Frankel Leó úti zsinagóga                                   | neológ                     | Fellner Sándor                    | 1887–1888       | 1023 Budapest, Frankel Leó út 49. Egy bérház udvarában található. |
|     | Hunyadi téri zsinagóga                                      | neológ                     | n. a.                             | 1896            | Egy 1890-ben épült bérházban található. |
|     | Hegedűs Gyula utcai zsinagóga                               | status quo                 | Vajda Béla                        | 1911            | 1136 Budapest, Hegedűs Gyula u. 3. Egy bérházban található. |
|     | Kazinczy utcai zsinagóga                                    | ortodox                    | Löffler Samu Sándor, Löffler Béla | 1912–1913       | 1075 Budapest, Kazinczy u. 29-31. |
|     | Nagy Fuvaros utcai zsinagóga                                | status quo                 | n. a.                             | 1922            | 1084 Budapest, Nagy Fuvaros u. 4. Egy bérházban található. |
|     | Páva utcai zsinagóga                                        | neológ                     | Baumhorn Lipót                    | 1923            | 1094 Budapest, Páva u. 39. Mellette a Holokauszt Dokumentációs Központ és Emlékhely működik. |
|     | Teleki téri zsinagóga (Teleki téri csortkovi imaház)        | szefárd                    | n. a.                             | 1920-as évek    | 1086 Budapest, Teleki László tér 22. Egy bérházban található. |
|     | Zuglói zsinagóga (Thököly úti zsinagóga)                    | neológ                     | n. a.                             | 1930 előtt      | 1146 Budapest, Thököly út 83. 2016-ban leégett, felújították. |
|     | Hősök Temploma                                              | neológ                     | Vágó László                       | 1931            | 1075 Dohány utca 2-4. A Dohány utcai zsinagóga udvarában található. |
|     | Bethlen téri zsinagóga                                      | status quo                 | Baumhorn Lipót és Somogyi György  | 1932            | 1071 Budapest, Bethlen Gábor tér 2. A volt Izraelita Siketnémák Budapesti Országos Intézete (ma: McDaniel College Budapest) épületében került kialakításra. |
|     | Visegrádi utcai zsinagóga                                   | ortodox                    | n. a.                             | 1945 után       | 1132 Budapest, Visegrádi u. 3. |
|     | Lágymányosi zsinagóga                                       | neológ                     | Novák Ede és Hámor István         | 1936            | 1113 Budapest, Bocskai út 37. |
|     | Dél-pesti zsinagóga                                         | neológ                     | n. a.                             | 2002            | 1201 Budapest, Vörösmarty utca 8. |
|     | Alma utcai imaterem                                         | ortodox                    | n. a.                             | 2019–2020       | 1122 Budapest, Városmajor utca 60. A Magyarországi Autonóm Orthodox Izraelita Hitközség Alma utcai Szeretetotthonában került kialakításra. |
|     | Keren Or imaterem                                           | Chabad Lubavics            | n. a.                             | n. a.           | 1052 Budapest, Károly körút 20. |
|     | Bét Hámidrás és Talmud Tóra                                 | neológ                     | n. a.                             | n. a.           | 1074 Budapest, Wesselényi utca 7. |
|     | A Szeretetkórház imaterme                                   | neológ                     | n. a.                             | n. a.           | 1145 Budapest, Amerikai út 53-55. A MAZSIHISZ Szeretetkórházában került kialakításra. |
|     | ZSILIP – Roth Lenke & Simon Kulturális Központ és Zsinagóga | ortodox és Chabad Lubavics | n. a.                             | 2021            | 1137 Budapest, Újpesti rakpart 1. A Palatinus-házak volt pártétkezdéjéből került kialakításra. |

## Nem működő, más funkcióban működő, elbontott
| Kép | Név                                       | Irányzat      | Tervező            | Építési idő        | Cím, megjegyzés |
| --- | ----------------------------------------- | ------------- | ------------------ | ------------------ | --- |
|     | Budai (régi) zsinagóga                    | n. a.         | Knabe Ignác        | 1865               | 1013 Budapest, Öntőház utca 5-7. A második világháborúban elpusztult.                                                                                            |
|     | Rumbach utcai zsinagóga („Kis zsinagóga”) | status quo    | Otto Wagner        | 1869–1872          | 1075 Budapest, Rumbach Sebestyén utca 11–13. A műemléki felújításon átesett épületben kap majd helyet a tervek szerint a Kárpát-medencei Zsidó Néprajzi Múzeum.  |
|     | Pesterzsébeti zsinagóga                   | neológ        | n. a.              | 1901               | 1203 Budapest, Bíró Mihály utca 3. Átépítve edzőteremként funkcionál. A homlokzatán 2003-ban emléktáblát avattak és az egyik helységében imatermet rendeztek be. |
|     | Dózsa György úti zsinagóga                | neológ        | Baumhorn Lipót     | 1907–1909          | 1134 Budapest, Dózsa György út 55. Jelenleg vívóterem, mellette imateremben neológ közösség működik.                                                             |
|     | Kőbányai zsinagóga                        | neológ        | Schöntheil Richárd | 1909–1912          | 1105 Budapest, Cserkesz u. 7-9. Ma az Evangéliumi Pünkösdi Közösségé Mindenki Temploma néven.                                                                    |
|     | Rákosligeti zsinagóga                     | n. a.         | n. a.              | 1912–1914          | 1172 Budapest, XVII. u. 3. Az 1950-es évektől bíróságként működött. 2009-ben elbontották.                                                                        |
|     | Jávorka Ádám utcai zsinagóga              | neológ        | n. a.              | 1910-es évek előtt | 1147 Budapest, Jávorka Ádám u. 15. Egy lakóházból alakították ki. Romos állapotban van.                                                                          |
| ,   | Rákoshegyi zsinagóga                      | n. a.         | Klein Géza         | 1935               | 1174 Budapest, Podmaniczky Zsuzsanna u. 6. Eredetileg zsinagógának épült, 1989-ben alakították át baptista templommá.                                            |
|     | Rákospalotai zsinagóga                    | ortodox       | Feith Mihály       | 1926–1927          | 1152 Budapest, Régi Fóti út 77. Jelenleg az Országos Széchényi Könyvtár raktára.                                                                                 |
|     | Bét Sálom zsinagóga                       | hagyományőrző | n. a.              | 1962               | 1114 Budapest, Károli Gáspár tér 5. Ideiglenes helyszínen egy lakóházban működött.                                                                               |
|     | Nagytétényi zsinagóga                     | ortodox       | n. a.              | n. a.              | 1225 Budapest, Nagytétényi út 283. Ma a Fővárosi Szabó Ervin Könyvtár Nagytétényi Könyvtára.                                                                     |

## Tervezett
| Kép                                                         | Név                   | Irányzat | Tervező       | Építési idő    | Megjegyzés                                                                                   |
| ----------------------------------------------------------- | --------------------- | -------- | ------------- | -------------- | -------------------------------------------------------------------------------------------- |
|                                                             | Lipótvárosi zsinagóga | neológ   | több pályázat | [tervek: 1899] | Nem készült el. Helyszíne a Szalay utca–Szemere utca–Markó utca–Koháry utca tömb lett volna. |
| Archiválva 2022. február 2-i dátummal a Wayback Machine-ben | Budai zsinagóga       | neológ   | több pályázat | [tervek: 1912] | Nem készült el. Helyszíne a Krisztina körút – Széll Kálmán tér lett volna.                   |